# Rink hockey en France
Le rink hockey est un sport confidentiel et essentiellement amateur en France. La majorité des clubs est localisée sur la façade Atlantique et plus particulièrement en Bretagne et en Pays de la Loire. 
Ce sport se pratique avec des patins à roulettes (aussi appelés quads) et une crosse en bois ou éventuellement en carbone. Il y a cinq joueurs par équipe dont un gardien, avec leurs remplaçants, qui s’affrontent sur un terrain rectangulaire en béton, synthétique ou parquet de bois.
L'organisation des premières compétitions en France remonte au début du XXe siècle. La discipline est rattachée à la Fédération française de roller et skateboard (FFRS) et gérée au sein de celle-ci par le Comité rink hockey (CRH). Elle comporte un championnat national à plusieurs niveaux, mais pas de circuit professionnel comme c'est le cas chez nos voisins en Espagne, en Italie et au Portugal.
Le rink hockey était reconnu comme sport de haut niveau en France jusqu'en 2017.

## Histoire
Ce sport est né en Angleterre dans le dernier quart du XIXe siècle et il est considéré comme le sport collectif le plus rapide du monde.  
En 1849, un français nommé Louis Legrand dépose un brevet pour un patin à quatre roues jumelées. Ce patin inspire à Giacomo Meyerbeer une scène avec des patineurs pour son opéra, qui participe au succès populaire grandissant du patin à roulettes, notamment au sein de la bourgeoisie parisienne Les années 1870 et suivantes voient l'apparition de nombreuses pistes de patinage.   
Le rink hockey en France est pour la première fois réglementé par la fédération des patineurs de France en 1910. Cette fédération regroupait trois spécialités : la course, le patinage, et le rink hockey. Elle est dissoute en 1925 et est remplacée par la Fédération Française de Rink Hockey en 1926. Il y a alors sept clubs et 67 licenciés.
En 1911, le club HC Fresnoy est créé à Tourcoing dans le nord de la France. Ce club participe au premier championnat de France. 
En avril 1924, à Montreux, la Fédération internationale de patinage à roulettes est fondée. Elle est ensuite appelée la Fédération internationale de roller sports. Lors de sa création, elle regroupe quatre pays dont la France, la Suisse, l’Angleterre et l’Allemagne.
La Seconde Guerre Mondiale n’a pas ralenti la pratique du roller dans la Capitale et en province. Lors de la Libération, le patin à roulettes connaît un nouvel essor. Après la seconde guerre mondiale, la Fédération Française de Patinage à Roulettes est créée. Elle est ensuite appelée la Fédération Française des Sports de Patinage à Roulettes puis la Fédération Française de Rink Hockey. C’est une Fédération multidisciplinaire qui gère toutes les spécialités à roulettes.
En 1952, la Fédération Française de Rink Hockey change de nom pour devenir la Fédération Française de Roller Skating.
En 1981, le premier poste de Directeur Technique National à la fédération est occupé par Bernard Fonfrède, remplacé en 1990 par Dominique Rousset. La même année, la Fédération redevient la Fédération Française de Roller Skating.
En 1998, Hervé Lallement devient Directeur Technique National. Il le restera jusqu'en 2020.
En mai 2011, sous la présidence de Nicolas Belloir, la Fédération acquiert l'identité de Fédération Française de Roller Sports.
La quasi-totalité des joueurs sont amateurs. Malgré l'absence de circuit professionnel, la France se classe régulièrement au 5e ou 6e rang mondial lors des compétitions internationales.   
En 2017, le rink hockey n'est plus considéré comme étant un sport de haut-niveau.  
La même année, la fédération prend en assemblée générale son nom actuel de Fédération française de roller et skateboard, afin de mieux refléter la diversité des disciplines qu'elle englobe. 

### L'internationalisation du championnat de France
L'Espagne, mais aussi le Portugal, connait une crise économique à la fin des années 2000 qui conduit les joueurs à s'exiler en raison des difficultés financières de leurs clubs.

En 2015, une règlementation visant à limiter les joueurs non issus de la formation française est mise en œuvre, en fichant tous les joueurs n'ayant pas été formé en France.

## Organisation

### Comité national
Le Comité rink hockey (CRH) est responsable de l'organisation des championnats et de la direction technique des sélections nationales. Il est rattaché à la Fédération française de roller et skateboard (FFRS), et sous l'autorité du Comité européen de rink hockey (devenu World Skate Europe Rink Hockey). Le CRH est organisé en différentes commissions, telles que le règlement et l'arbitrage, ou la promotion de la discipline. Il coordonne également les différentes ligues régionales pour leurs activités.

### Ligues régionales
Il existe en France 20 ligues de rink hockey comprenant les DOM-TOM. Les ligues comprenant le plus de clubs sont la ligue Aquitaine, la ligue Bretagne, la ligue Centre, la ligue Ile-de-France et la ligue Pays de Loire.

En 2016, 135 clubs sont labellisés. Les critères sont « École de Roller Sports », « Roller pour tous » et « Compétition ».

### Effectif des clubs
En 1992, la création du RSC Wasquehal, par Daniel Adams, fait de ce club le quatrième de la région (aujourd'hui Hauts-de-France) après ceux de Saint-Omer, de Tourcoing et de Roubaix.
En France, 75 clubs sont affiliés à la Fédération française de roller et skateboard pour un nombre de licenciés de 5 217, en novembre 2013. En 2014, parmi ces clubs, seuls 59 ont engagé au moins une équipe dans un championnat jeune ou sénior.

Trois clubs se distinguent par leur nombre de licenciés : Saint-Omer, Noisy et Mérignac ont tous trois plus de 200 licenciés chacun. Dix-huit autres clubs ont également plus de 100 licenciés. Ces vingt-et-un clubs regroupent à eux seuls 2 985 licenciés. La taille importante de certains clubs n'empêche pas d'autres clubs ayant des effectifs plus restreints d'être compétitifs, comme l'a démontré le club de Bouguenais qui a moins de 70 licenciés et qui a joué en 1re division pendant une saison.
Au cours des années 2010, les créations de clubs sont rares mais pas inexistantes. En 2010, un club apparaît à Blain. En 2017, un club est créé à Nice, région qui n'a pas connu de club depuis une quinzaine d'années. L'année suivante, un club est monté à Dol-de-Bretagne par d'anciens internationaux français.
Les clubs de rink hockey participent localement à la promotion de leur sport, notamment en milieu scolaire.

## Compétition en club

### Championnat français
En France, les championnats saisonniers sont échelonnés en quatre niveaux. Les championnats N1 Élite et N1 Féminin ne sont pas mixtes, contrairement aux niveaux suivants. Un club ne peut pas engager d'équipe à la fois en Nationale 1 et 2.

Nationale 1 Élite
Ce championnat exclusivement masculin regroupe les douze meilleures équipes de France. À l'issue de la saison, les deux dernières équipes du championnat sont reléguées en Nationale 2. Selon leur classement en fin de saison et les quotas de place émis par le CERS, les équipes obtiennent ou non des places pour pouvoir participer à des compétitions européennes durant la saison suivante.

Nationale 1 Féminine
Ce championnat regroupe l'ensemble des équipes féminines séniores de France. Le niveau y est très hétérogène avec des différences importantes entre des équipes constituées de joueuses de niveau international et certains clubs ayant du mal à engager des équipes faute d'un nombre suffisant de joueuses.

Nationale 2
Le championnat de France de rink hockey Nationale 2, appelé Nationale 2, est une compétition annuelle mettant aux prises vingt clubs de rink hockey en France, divisé en deux poules. 

Nationale 3
Le championnat de France de Nationale 3 se déroule en deux étapes. Il y a une phase de championnat disputée par plusieurs poules, puis les phases finales.
La première partie de championnat consiste en l'opposition de 10 équipes au maximum par poule de qualification, dans une compétition prenant la forme d'un championnat aller-retour. Il existe cinq poules: Bretagne, Pays de la Loire, Aquitaine, Rhône-Alpes et Ile-de-France/Nord. Selon la ligue à laquelle appartient une poule, un club a la possibilité ou non d'engager plusieurs équipes dans la même poule.
Le vainqueur de chacune de ces poules se qualifie pour la finale du championnat de France de National 3.
Cette finale se déroule sur un week-end, généralement au mois de mai ou du juin. Chacune des équipes se rencontre. L'équipe remportant le tournoi est désigné championne de France de N3 et est qualifié avec les trois équipes suivantes pour participer au championnat de National 2 la saison suivante.

Championnat de France Régionale 4 (ou Prénationale)
Le championnat de France comprend également une quatrième division. Il existe trois poules: Pays de la Loire, Bretagne et Ile-de-France. Le vainqueur des différentes poules accède au championnat de France Nationale 3. Il n'y a pas de tournoi au niveau national pour désigner le champion de France de Régionale 4.

### Coupe de France
Créée en 2001, la coupe de France de rink hockey, est une compétition annuelle mettant aux prises les clubs de rink hockey en France. Chaque club, dont une des équipes senior participe à un championnat national (N1, N2 ou N3), peut s'inscrire à la compétition. Le vainqueur de cette compétition gagne la Coupe de France de rink hockey et peut participer à la Coupe CERS la saison suivante.

Bien qu'en 2015, seules des équipes de Nationale 1 aient atteint la finale de cette compétition, six équipes de Nationale 2 sont parvenues à accéder à une demi-finale, et même une équipe de Nationale 3 a réalisé cet exploit lors de la 1re édition.

Le club de LV La Roche sur Yon a remporté cinq des quatorze premières éditions, et a atteint le dernier carré à cinq autres reprises.

### Compétition européenne
Les clubs français distingués en championnat national peuvent accéder aux compétitions organisées par le comité continental européen.
Ligue européenne
La Ligue européenne de rink hockey est la plus importante compétition européenne de rink hockey entre clubs. Cette compétition annuelle est organisée par le Comité européen de rink hockey et réunit les équipes des meilleurs clubs européens depuis la saison 1965-1966.
Entre 1965 et 1996 cette compétition était appelée Coupe des champions, puis Ligue des champions de 1996 à 2007. La compétition porte son nom actuel depuis la saison 2007-2008.

Coupe CERS
La Coupe CERS est une compétition de rink hockey organisée par le CERH, le Comité Européen de Rink-Hockey. Il s'agit de la seconde plus importante compétition européenne des clubs. Les clubs qui y participent sont les clubs européens qui n'ont pas pu participer à la Ligue des Champions; une sorte de Coupe UEFA de Football pour le Rink Hockey. Elle a lieu tous les ans depuis la saison 1980-1981.

Coupe continental
La Coupe Continentale de rink hockey est une compétition européenne annuelle de rink hockey. Elle opposa le vainqueur de la Ligue Européenne à celui de la Coupe d'Europe des vainqueurs de coupe jusqu'en 1995. Depuis la disparition de cette dernière, en 1997, le vainqueur de la Coupe CERS prend part à cette compétition. Aucune édition n'a eu lieu pour la saison 1995-96.
Cette compétition était appelée Supercoupe Européenne entre 1980 et 1997. Elle porte son nom actuel depuis 1998.

Coupe d'Europe féminine
La Coupe d'Europe féminine de rink hockey est une compétition européenne féminine de rink hockey entre clubs. Cette compétition annuelle est organisée depuis la saison 2006-2007.

## Équipe de France

### Équipe de France masculine

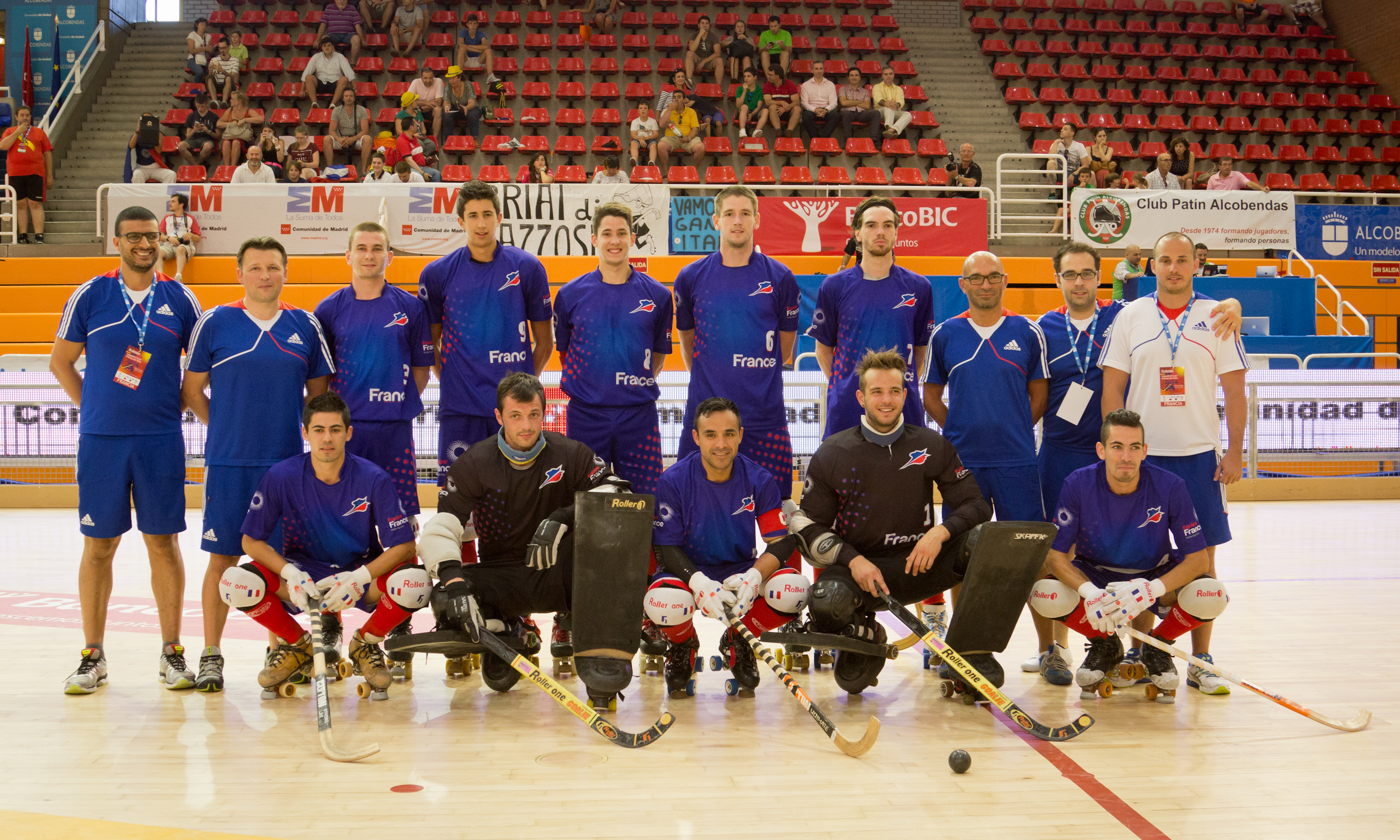
Équipe de France au championnat d'Europe en 2014

L'équipe de France de rink hockey a été créée en 1924 à l'occasion de la Coupe des Nations. Elle est constituée par une sélection de joueurs français sous l'égide du Comité national de rink hockey. C'est la 8e sélection mondiale et 4e européenne selon la CERH.
En France, le rink hockey reste un sport non professionnel bien que certains joueurs parviennent à en vivre en cumulant plusieurs activités, tel que Marcos Pinto qui est également animateur en plus d'être joueur. 

### Équipe de France féminine
Jusqu'à la fin du XXe siècle, le rink hockey était un sport masculin mais les filles ont désormais une place prépondérante avec un championnat de France, d'Europe et du monde comme les garçons. L'équipe de France féminine de rink hockey a été créée en 1989 à l'occasion du championnat d'Europe et cette équipe participera aux deux premières éditions de ce championnat.  Elle dispute les compétitions internationales majeures comme la coupe du monde, le championnat d'Europe et la Golden Cup. 
En 2000, elle participe pour la première fois au championnat du monde puis en 2005, elle gagne le championnat d'Europe. Malgré une couverture quasiment inexistante dans les journaux, la sélection française de rink-hockey féminine se classe 3e mondiale depuis le 24 octobre 2010. En 2012, elle décroche le premier titre mondial pour le rink hockey français en battant l'Espagne 3 à 2 finale du championnat du monde à Recife au Brésil. 

### Championnats d'Europe et du monde
Les sélections françaises participent régulièrement aux rencontres internationales, avec un palmarès faisant figurer la France dans le top 10 du rink hockey, capable de rivaliser avec les grandes nations de ce sport.
En 2014 et en 2015, la France accueille respectivement pour la première fois, les championnats du monde féminin à Tourcoing et masculin à Mouilleron-le-Captif.

## Médiatisation

### Presse audiovisuelle
Le rink hockey est absent de la télévision en France sur les grandes chaînes nationales qui y consacrent très rarement de courts reportages.
Certaines  chaînes de télévision locale Opal'TV et TV Vendée évoquent et suivent régulièrement les résultats des compétitions des équipes locales.
La Fédération FRS a mis en place un moyen technique pour visionner les matches de National 1 sur la plateforme Internet Dartfish.

### Presse écrite
La presse écrite nationale fait rarement échos du rink hockey. Le journal l'Équipe publie sur son site Internet quelques articles de façon épisodique.
En revanche la presse régionale publie régulièrement des articles sur ce sport. En Bretagne, le Télégramme est le relai de l'information, tandis qu'en Pays de la Loire, le journal le plus attentif est le Ouest-France. La Voix du Nord est omniprésente dans le Nord. En Aquitaine, c'est le journal Sud Ouest qui, principalement, couvre les événements. Le Progrès publie régulièrement des articles concernant l'actualité en Rhône-Alpes.
Il n'existe pas de magazine spécialisé dans le rink hockey.
Depuis le vendredi 24 mars 2017, le rink hockey fait l’objet d’une forte médiatisation car le Conseil national du sport de haut niveau (CNSHN) lui a retiré le statut de sport de haut niveau. En effet, un communiqué de la fédération française de roller sport confirme la décision du ministère des sports d’ôter au rink hockey et au patinage artistique le statut de sport de haut niveau car selon eux, la discipline ne présentait plus les critères requis. Cette décision risque de fragiliser ce sport et notamment la position de certains clubs français car la principale conséquence de ce communiqué est la suppression des subventions versées à la Fédération qui s’élevait à 200 000 €. 
La menace pouvait être attendue mas certains clubs n’ont pas réussi à l’anticiper et ont continué de recruter des athlètes venant de pays tels que l’Italie, l’Espagne et le Portugal. 
À la suite de cette décision, une pétition adressée à Patrick Kanner, ministre de la ville, de la jeunesse et des sports a été envoyée afin que le rink hockey puisse conserver son statut de sport de haut niveau, sans succès.
L’incompréhension dans les clubs est grande étant donné que les résultats de l’équipe nationale masculine et féminine lors des mondiaux précédents sont très bons : l’équipe de France féminine a fini vice-championne et l’équipe masculine a remporté la 6e place du championnat du monde 2015. 